# Cardenas Medal of Honor
La Cardenas Medal of Honor (français : Médaille d'honneur de Cardenas) est une décoration approuvée par une loi du Congrès des États-Unis du 3 mai 1900 (31 Stat. 716, 56e Congrès). Le prix récompense l'équipage de l'USRC Hudson qui a fait preuve de bravoure au combat lors de la bataille de Cárdenas pendant la guerre hispano-américaine.

## Acte du Congrès
« Resolved by the Senate and House of Representatives of the United States of America in Congress assembled, That in recognition of the gallantry of First Lieutenant Frank H. Newcomb, of the Revenue-Cutter Service, commanding the revenue cutter Hudson, his officers and the men of his command, for their intrepid and heroic gallantry in the action at Cardenas, Cuba, on the eleventh day of May, eighteen hundred and ninety-eight, when the Hudson rescued the United States naval torpedo boat Winslow in the face of a most galling fire from the enemy's guns, the Winslow being disabled, her captain wounded, her only other officer and half her crew killed. The commander of the Hudson kept his vessel in the very center of the hottest fire of the action, although in constant danger of going ashore on account of the shallow water, until finally he got a line made fast to the Winslow and towed that vessel out of range of the enemy's guns. In commemoration of this signal act of heroism it is hereby enacted that the Secretary of the Treasury be authorized and directed to cause to be and to present to First Lieutenant Frank H. Newcomb, Revenue-Cutter Service, a gold medal, and to each of his officers a silver medal, and to each member of his crew a bronze medal. »
— Congrès des États-Unis d'Amérique
        
« Le Sénat et la Chambre des représentants des États-Unis d'Amérique, réunis en Congrès, en reconnaissance du courage du premier-lieutenant Frank H. Newcomb du United States Revenue Cutter Service, commandant du cotre douanier Hudson, des officiers et hommes sous son commandement, pour leurs intrépidité et héroïsme durant l'action de Cardenas, à Cuba, le 11 mai 1898 lorsque le Hudson sauva, sous le feu le plus dense de l'ennemi , l'équipage du torpilleur Winslow de l'US Navy, désemparé, son commandant blessé, le seul autre officier et la moitié de l'équipage tués. Le commandant de l'Hudson garda son bâtiment au centre de la ligne de feu la plus chaude, quoique en danger constant compte tenu de s'échouer dans les hauts-fonds, jusqu'à finalement s'amarrer au Winslow et tracter celui-ci hors de portée des canons ennemis. En commémoration de cet acte signalé d'héroïsme, il est présentement promulgué que le Secrétaire du Trésor est autorisé et obligé en conséquence d'offrir une médaille d'or au premier-lieutenant Frank H. Newcomb du service des douanes maritimes, une médaille d'argent à chacun de ses officiers et pour chacun des membres de son équipage une médaille de bronze. »

## Apparence
Une médaille d'or a été décernée à Newcomb, quatre médailles d'argent pour les officiers et 17 médailles de bronze pour les hommes d'Hudson. La médaille a été conçue par Charles E. Barber. L'avers de la médaille représente Victoire portant une casquette ailée. Dans sa main droite, elle tient une épée et dans sa gauche un rameau d'olivier. Au revers , la scène de l'Hudson (en) remorquant le Winslow (en) et en bas l'inscription « CARDENAS MAY 11, 1898 ».
Le revers de la médaille porte une inscription de onze lignes : 
« Joint resolutions of Congress approved may 3, 1900. In recognition of the gallantry of the officers and men of the Hudson who in the face of galling fire towed the Winslow out of range of the enemy's guns. »
« Résolutions conjointes du Congrès approuvées le 3 mai 1900. En reconnaissance de la bravoure des officiers et des hommes de l'Hudson qui, face à des tirs exaspérants, ont remorqué le Winslow hors de portée des canons ennemis. »
À droite de l'inscription se trouve une figure féminine nue tenant un ciseau et un marteau, à gauche une feuille de palmier et une branche de laurier. En bas, un cartouche flanqué de lauriers où le nom et la grade du récipiendaire est gravé.
La médaille a été frappée à l'origine comme une médaille de table non portable de 3 et 1/8 de pouce de diamètre. Il était également accompagné d'une médaille portable mesurant 1 pouce et 1/4 de diamètre. Les deux médailles ont été fabriquées par la Monnaie américaine en 1902. Elle était également accompagnée d'une médaille à porter. Les deux médailles ont été frappées par l'U.S. Mint en 1902. La version portable présente une broche rectangulaire avec l'inscription CARDENAS. La broche est réalisée dans le même métal que le pendentif, c'est-à-dire en or, en argent ou en bronze selon les cas. Le ruban jaune flanqué de deux bandes bleues reflète la même palette de couleurs que les rubans réédités utilisés pour les médailles de la Marine et du Corps des Marines de la Campagne des Indes occidentales et de la Campagne contre l'Espagne. La Cardenas Medal of Honor apparaît dans les règlements sur l'ordre de port jusqu'en 1930.